# Mindaugas Panka
Mindaugas Panka (* 1. května 1984, Alytus, Litevská SSR, Sovětský svaz) je litevský fotbalový záložník a reprezentant, který působí od roku 2016 v izraelském klubu Hapoel Acre.

## Klubová kariéra
V Litvě působil v klubech FK Dainava Alytus, FC Vilnius a FK Vėtra. Mimo angažmá v ruském Lokomotivu Moskva, kde se mu nepodařilo prosadit do prvního mužstva (hrál pouze za rezervní tým) působil ještě v polském klubu Widzew Łódź, odkud v roce 2012 přestoupil do Ruchu Chorzów. Od roku 2013 působí v izraelských klubech.

## Reprezentační kariéra
V A-mužstvu litevské reprezentace debutoval 22. listopadu 2008 v přátelském utkání s Estonskem, který se hrál v Tallinnu. Panka se dostal na hřiště v 63. minutě za stavu 1:1, tímto výsledkem utkání skončilo.